# Katsuhiro Minamoto
Katsuhiro Minamoto (jap. 皆本 勝弘, Minamoto Katsuhiro; * 2. Juli 1972 in der Präfektur Hiroshima) ist ein ehemaliger japanischer Fußballspieler.

## Karriere
Minamoto erlernte das Fußballspielen in der Schulmannschaft der Hiroshima Technical High School. Seinen ersten Vertrag unterschrieb er 1991 bei Yanmar Diesel (heute: Cerezo Osaka). Der Verein spielte in der höchsten Liga des Landes, der Japan Soccer League. Am Ende der Saison 1990/91 stieg der Verein in die Division 2 ab. 1994 wurde er mit dem Verein Meister der Japan Football League und stieg in die J1 League auf. 1994 erreichte er das Finale des Kaiserpokals. Für den Verein absolvierte er 172 Spiele. 1998 wechselte er zum Ligakonkurrenten Sanfrecce Hiroshima. Für den Verein absolvierte er 26 Erstligaspiele. Ende 1998 beendete er seine Karriere als Fußballspieler.

## Erfolge
Cerezo Osaka
- Kaiserpokal

Finalist: 1994